# SFF-SIG
소형 폼 팩터 특별 이해 집단(Small Form Factor Special Interest Group, SFF-SIG, 에스-에프-에프-시그로 발음)은 임베디드 및 소형 폼 팩터 컴퓨터 및 컨트롤러에 사용되는 모듈식 컴퓨터 하드웨어 기술에 중점을 둔 국제 비영리 표준화 기구이다. 회원들은 주로 컴퓨터 보드 및 부품 제조업체이다. 이 그룹은 2007년에 설립되었으며 2020년 초까지 웹사이트를 운영했다.

## 역사
SFF-SIG는 일반적으로 나노 및 아톰 프로세서를 포함한 비아 테크놀로지스와 인텔의 저전력 부품 및 프로세서를 대상으로 하지만, 일부 실무 그룹에서는 RISC 프로세서용 제품이 논의되었다. VIA, 윈시스템즈, 옥타곤 시스템즈는 SFF-SIG의 창립 멤버였다.
2007년에 설립되었다.
2008년 4월에 로고와 웹사이트가 공개되었다.
SFF-SIG는 폼 팩터 및 컴퓨터 버스를 위한 임베디드 컴퓨터 표준을 만들고, 홍보하며, 유지한다. 예를 들어, 코어익스프레스, 피코-ITX, Express104 및 SUMIT에 대한 지배 문서 및 상표가 있다. 회원들은 이 사양을 사용하여 안정적인 제어 및 데이터 준비를 필요로 하는 상업 및 견고한 환경에서 사용되는 특수 임베디드 컴퓨터를 구축한다.
주로 하드웨어에 중점을 둔 SFF-SIG는 새로운 단일 보드 컴퓨터 (SBC) 및 컴퓨터 온 모듈 (COM) 폼 팩터를 정의했다. SFF-SIG는 시스템 제조업체가 필요로 하는 빌딩 블록을 만들기 위해 확장 커넥터를 표준화한다. 각 사양은 ITU-T 정의에 따른 무료 개방형 표준이다.
사양은 종종 PCI 익스프레스, USB 2.0, 익스프레스카드, 로우 핀 카운트 (LPC) 버스, SPI / uWire, 및 I2C / SMBus와 같은 기존 인터페이스 버스 및 상호 연결을 사용하며, 모듈식 및 확장 가능한 사용을 위해 개조되었다. 일부 표준은 ISA 버스 및 레거시 주변 장치를 보존한다.

## 같이 보기
- 소형 폼 팩터 위원회